# Тамбовская епархия
Тамбо́вская епа́рхия — епархия Русской православной церкви, объединяющая приходы и монастыри в средней части Тамбовской области (в границах Тамбовского, Рассказовского, Бондарского, Пичаевского, Знаменского, Токаревского, Мордовского и Сампурского районов). Входит в состав Тамбовской митрополии.
Епархиальный центр — Тамбов. Кафедральный собор — Спасо-Преображенский.

## История
Основана в 1682 году по указу царя Фёдора Алексеевича при Патриархе Иоакиме. Первоначально в состав епархии входили города Тамбов, Козлов и Борисоглебск.
Тамбовская кафедра в конце XVII века играла важную роль в укреплении Православия на Дону и в противостоянии распространявшемуся на окраинах Русского государства старообрядчеству. В епархии, по рекам Дон и Медведица, строили храмы, основывали и обновляли монастыри.
23 августа 1700 года Тамбовская епархия была закрыта и перешла в ведение Рязанской епархии, с 1720 года — Воронежской епархии, а с 1723 года — Московской Синодальной конторы. Управлять такой обширной и отдалённой епархией через Московскую синодальную контору было трудно, поэтому опять встал вопрос о поставлении самостоятельного епископа.
В 1758 году по указу императрицы Елизаветы Петровны епархия была восстановлена. Помимо Тамбова и Козлова в состав епархии входили: Добрый, Керенск, Наровчат, Верхний и Нижний Ломов, Троицк. В 1764 году в состав епархии вошли города: Пенза, Борисоглебск, Инсар, Мокшан. С 1779 года добавились города: Саранск, Моршанск, Кирсанов, Раненбург, Сердобск и Чембар. Окончательные границы епархии установились к 1803 году. Она административно не выходила из границ Тамбовской губернии, утверждённых в 1796 году.
К концу 1930-х годов на территории Тамбовской епархии не осталось ни одного действующего прихода. Восстановление епархии началось в октябре 1943 года, когда был открыт первый храм в городе Тамбове. В 1958 году на территории Тамбовской области действовало 47 церквей. В 1950-е годы влияние религии на жизнь тамбовчан, несмотря на антицерковную политику советской власти было очень велико. В Тамбовской области в 1958 году были крещены 22,3 % родившихся, 8,2 % брачных пар венчались в церкви, 19,4 % умерших были погребены по церковному обряду. За 1958 год исповедовались в Тамбовской области 132825 взрослых и 11025 детей. Даже хрущевская антирелигиозная кампания не смогла существенно ослабить влияние религии на тамбовчан, а число крещений в 1957—1964 годах даже увеличилось. За 1964 год в Тамбовской области были крещены 53,6 % родившихся, 4,6 % брачных пар венчались в церкви, 24,5 % умерших были погребены по церковному обряду. Однако за хрущевский период число храмов на территории области заметно сократилось. Если в 1959 году в Тамбовской области действовали 47 церквей, то в 1964 году — только 40.
26 декабря 2012 года решением Священного Синода Русской православной церкви из Тамбовской епархии были выделены Мичуринская и Уваровская; все три епархии включены в новообразованную Тамбовскую митрополию.

## Епископы
- 26 марта 1682 — 1 июля 1684 — Леонтий
- 15 февраля 1685 — 28 июля 1698 — Питирим
- 21 ноября 1698 — 23 августа 1700 — Игнатий (Шангин)
- 25 мая 1758 — 9 ноября 1766 — Пахомий (Симанский)
- 9 ноября 1766 — 23 декабря 1786 — Феодосий (Голосницкий)
- 6 мая 1788 — 6 февраля 1794 — Феофил (Раев)
- 26 февраля — 11 марта 1794 — Платон (Любарский)
- 11 марта 1794 — 23 декабря 1811 — Феофил (Раев)
- 29 марта 1812 — 26 апреля 1821 — Иона (Васильевский)
- 23 июля 1821 — 20 мая 1824 — Феофилакт (Ширяев)
- 5 августа 1824 — 5 апреля 1829 — Афанасий (Телятев)
- 9 июня 1829 — 17 февраля 1832 — Евгений (Баженов)
- 24 апреля 1832 — 5 апреля 1841 — Арсений (Москвин)
- 27 апреля 1841 — 7 апреля 1857 — Николай (Доброхотов)
- 1 мая 1857 — 18 апреля 1859 — Макарий (Булгаков)
- 1 июля 1859 — 22 июля 1863 — Феофан (Говоров)
- 1 сентября 1863 — 13 июня 1873 — Феодосий (Шаповаленко)
- 13 июня 1873 — 9 сентября 1876 — Палладий (Раев-Писарев)
- 9 сентября 1876 — 4 мая 1885 — Палладий (Ганкевич)
- 11 мая 1885 — 3 июня 1890 — Виталий (Иосифов)
- 3 июня 1890 — 30 апреля 1894 — Иероним (Экземплярский)
- 30 апреля 1894 — 12 июля 1898 — Александр (Богданов)
- 27 сентября 1898 — 27 апреля 1902 — Георгий (Орлов)
- 27 апреля 1902 — 8 февраля 1903 — Димитрий (Ковальницкий)
- 8 февраля 1903 — 7 декабря 1909 — Иннокентий (Беляев)
- 30 декабря 1909 — 19 марта 1918 — Кирилл (Смирнов)
- 22 мая 1918 — 1927 — Зиновий (Дроздов)
- 26 сентября 1923 — 1924 — Димитрий (Добросердов) в/у, епископ Козловский
- 1924—1926 — Стефан (Гнедовский) в/у, епископ Кирсановский
- декабрь 1926 — 29 июня 1927 — Алексий (Буй) в/у, епископ Козловский
- 29 июня 1927 — 28 января 1928 — Серафим (Мещеряков)
- 9 апреля 1930 — 20 февраля 1936 — Вассиан (Пятницкий)
- 20 февраля 1936 — 20 января 1938 — Венедикт (Алентов)
  - 1938—1941 — кафедра вдовствовала
- 14 октября 1941 — не позднее февраля 1942 — Алексий (Сергеев)
- 8 декабря 1943 — 7 февраля 1944 — Григорий (Чуков) в/у, архиепископ Саратовский
- 7 февраля 1944 — 5 апреля 1946 — Лука (Войно-Ясенецкий)
- 9 апреля 1946 — 8 августа 1961 — Иоасаф (Журманов)
- 29 марта 1961 — 16 ноября 1962 — Михаил (Чуб)  до 8 августа 1961 в/у
- 16 ноября 1962 — 10 марта 1968 — Иннокентий (Зельницкий)
- 15 марта — 10 мая 1968 — Пимен (Извеков) в/у, митрополит Крутицкий
- 10 мая — 28 ноября 1968 — Питирим (Нечаев) в/у, епископ Волоколамский
- 28 ноября 1968 — 8 июня 1970 — Антоний (Кротевич)
- 8 июня 1970 — 11 октября 1972 — Ионафан (Кополович)
- 18 октября 1972 — 3 сентября 1974 — Дамаскин (Бодрый)
- 3 сентября 1974 — 25 апреля 1985 — Михаил (Чуб)
- 26 июня 1985 — 12 мая 1987 — Валентин (Мищук)
- 31 мая 1987 — 11 октября 2002 — Евгений (Ждан)
- с 26 декабря 2002 года — Феодосий (Васнев)

## Благочиния
Епархия разделена на 10 церковных округов (По состоянию на октябрь 2022 года[значимость факта?]):
- Бондарское благочиние
- Знаменское благочиние
- Мордовское благочиние
- Пичаевское благочиние
- Рассказовское благочиние
- Сампурское благочиние
- 1-е Тамбовское благочиние
- 2-е Тамбовское благочиние
- Тамбовское городское благочиние
- Токаревское благочиние

## Монастыри
Мужские
- Казанский монастырь в Тамбове
- Иоанно-Предтеченский монастырь в посёлке Тригуляй Тамбовского района

Женские
- Вознесенский монастырь в Тамбове
- Знаменский монастырь в селе Сухотинка Знаменского района